# Prothprimtal
Prothprimtal är ett Prothtal som även är primtal.
Ett Prothtal är ett tal av formen
{\displaystyle k\cdot 2^{n}+1}
där {\displaystyle k} är ett udda positivt heltal och {\displaystyle n} är ett positivt heltal sådant att {\displaystyle 2^{n}>k}.
De första Prothprimtalen är:
3, 5, 13, 17, 41, 97, 113, 193, 241, 257, 353, 449, 577, 641, 673, 769, 929, 1153, 1217, 1409, 1601, 2113, 2689, 2753, 3137, 3329, 3457, 4481, 4993, 6529, 7297, 7681, 7937, 9473, 9601, 9857, 10369, 10753, 11393, 11777, 12161, 12289, 13313, … (talföljd A080076 i OEIS)
Om ett Prothtal är ett primtal kan testas med Proths sats som säger att ett Prothtal {\displaystyle p} är primtal om och endast om det finns heltal {\displaystyle a} för vilka följande gäller:
{\displaystyle a^{\frac {p-1}{2}}\equiv -1\ {\pmod {p}}}
Det största kända Prothprimtalet (2010) är {\displaystyle 19249\cdot 2^{13018586}+1}. Det hittades av Konstantin Agafonov och tillkännagavs den 5 maj 2007. Det är också det största kända icke-Mersenneprimtalet.